# Motoki Tokieda
Motoki Tokieda (時枝 誠記, Tokieda Motoki), 6 décembre 1900 – 27 octobre 1967, est professeur de linguistique à l'université de Tokyo.
Il est élève de Shinkichi Hashimoto dont il critique ensuite la grammaire japonaise et crée sa « grammaire de Tokieda » à partir de sa propre « théorie du processus langagier » (言語過程説, gengo katei setsu).

## Source de la traduction
- (en) Cet article est partiellement ou en totalité issu de l’article de Wikipédia en anglais intitulé « Motoki Tokieda » (voir la liste des auteurs).